# Me and Mrs Jones (serie televisiva)
Me and Mrs Jones è una serie televisiva britannica trasmessa da ottobre 2012 su BBC One.

## Trama
Quando il figlio maggiore di Gemma torna da un viaggio in Asia con Billy, un amico incontrato in questa sua avventura, la vita già complicata della donna viene ulteriormente ribaltata. Dopo il divorzio con Jason non ha mai frequentato altri uomini e dopo un appuntamento disastroso con Tom, un padre single incontrato nella scuola delle figlie, scopre che il giovane e aitante amico del figlio soggiornerà nella loro casa. Nonostante provi a non cadere in tentazione, Gemma non riesce a sopprimere i sentimenti per Billy, di circa vent'anni più giovane.

## Episodi
| Stagione       | Episodi | Prima TV UK | Prima TV Italia |
| -------------- | ------- | ----------- | --------------- |
| Prima stagione | 6       | 2012        | inedita         |

## Personaggi e interpreti
- Gemma Jones, interpretata da Sarah Alexander.
La madre single.
- Jason Jones, interpretato da Neil Morrissey.
L'ex marito.
- Alfie, interpretato da Jonathan Bailey.
Il figlio maggiore di Gemma.
- Billy, interpretato da Robert Sheehan.
L'amico di Alfie.
- Tom Marshall, interpretato da Nathaniel Parker.
Un uomo frequentato da Gemma.
- Inca, interpretata da Vera Filatova.
La nuova fidanzata svedese di Jason.